# GT Advance Championship Racing
GT Advance Championship Racing (conhecido como Advance GTA  no Japão) é um jogo de corrida desenvolvido pelo MTO e publicado pela THQ . Foi um título de lançamento para o Game Boy Advance ,  e foi lançado no Japão em 21 de março de 2001, na América do Norte em 11 de junho de 2001 e na Europa em 22 de junho de 2001. A sequela do jogo, GT Advance 2: Rally Racing , foi lançado em 30 de junho de 2002 na América do Norte.
GT Advance possui quarenta e cinco carros japoneses e coloca o jogador em corridas em trinta e duas pistas.  Devido a reação positiva ao jogo no Japão, a THQ comprou direitos de publicação para os lançamentos norte-americanos e europeus no jogo após uma guerra de licitação relatada  e adicionou em um polêmico sistema de salvaguarda de senha no jogo para reduzir custos .
O jogo foi recebido com críticas principalmente positivas de críticos que elogiaram o jogo por sua jogabilidade divertida, , mas a THQ foi criticada pela maioria dos revisores para adicionar senhas ao jogo quando a versão japonesa tinha economias com bateria.

## Gameplay
GT Advance Championship Racing é uma experiência personalizável, incluindo 48 carros de 8 fabricantes de automóveis e 32 cursos.  Alguns dos carros apresentados no jogo são encontrados exclusivamente na Ásia, como o Nissan Cube. Os cursos variam entre estradas pavimentadas e de terra , exigindo que o jogador adapte sua condução para atender às condições do curso em que estão dirigindo.
O modo de campeonato do jogo possui quatro níveis de jogo, três xícaras de níveis variados e um " modo de corrida kart " desbloqueável . As atualizações obtidas através da jogabilidade podem ser adicionadas ao carro do jogador, e, em alguns casos, podem alterar a aparência física do veículo.  O jogo contém suporte a vários jogadores , permitindo que duas pessoas toquem uma contra a outra usando um Game Link Cable .
Os controles são simples, com os botões A e B controlando o gás e os freios do jogador, respectivamente. Os botões R e L deslocam o carro para cima ou para baixo em uma engrenagem no controle manual , e o D-Pad controla a direção do carro.  O jogo exige que o jogador domine a técnica de deslizamento de velocidade para escorregar os cantos e reduzir seu tempo de volta.

## Recepção
O GT Advance Championship Racing obteve elogios dos críticos pela sua jogabilidade geral, mas a inclusão de um sistema de salvamento de senhas pela THQ nos lançamentos norte-americanos e europeus do jogo foi fortemente criticada. O  crítico Craig Harris, da IGN elogiou o motor de gráficos de alta qualidade e o sistema de deslocamento de entretenimento, mas observou que, no que diz respeito ao sistema de senha, "... alguns jogadores (eu incluído) podem simplesmente jogar suas mãos com desgosto com o que a THQ fez para o jogo."  O GameSpot observou que "o GT Advance é, no seu núcleo, um jogo de corrida muito robusto e graficamente impressionante". Apesar de elogiar a jogabilidade, o GameSpot recomendou que os jogadores compram uma versão japonesa de importação do jogo, já que estava em inglês e incluiu um recurso de economia de bateria.  A Eurogamer escreveu que, apesar de o GT Advance ter sido dificultado por senhas, "... você definitivamente deveria possuir o GT Advance de uma maneira ou outra, já que as falhas atuais são excepcionais, é um excelente exemplo de corridas de mão feitas corretamente".
Respondendo às críticas do sistema de salvaguarda de senha, a THQ voltou a instalar o recurso de economia de bateria nas duas seqüências do jogo, GT Advance 2: Rally Racing e GT Advance 3: Pro Concept Racing .